# Luis Antonio Argüello
Luis Antonio Argüello (San Francisco, 21 de junio de 1784; San Francisco, 27 de marzo de 1830), sustituyendo al español Pablo Vicente de Solá, fue el primer gobernador nativo de California, desde noviembre de 1822 a 1825, durante el dominio mexicano de la Alta California (1822-1846).

## Biografía
Argüello nació en Yerba Buena (actual San Francisco), Alta California, hijo de los miembros de la clase alta altacaliforniana José Darío Argüello, fundador de Pueblo de Los Ángeles (actual Los Ángeles) y gobernador de la Alta California primero y de la Baja California después, y Maria Ygnacia Moraga. Su hermano fue Santiago Argüello, jefe del presidio de San Diego y alcalde del Pueblo de San Diego (actual San Diego). Su hermana María Concepción Argüello protagonizó una romántica historia con el comerciante ruso Nikolái Rezánov, explorador de las costas de Alaska y Califormia. Su nieto Eulogio F. de Celis, hijo de Josefa Argüello y Eulogio de Celis, se convirtió en un importante terrateniente del valle de San Fernando.

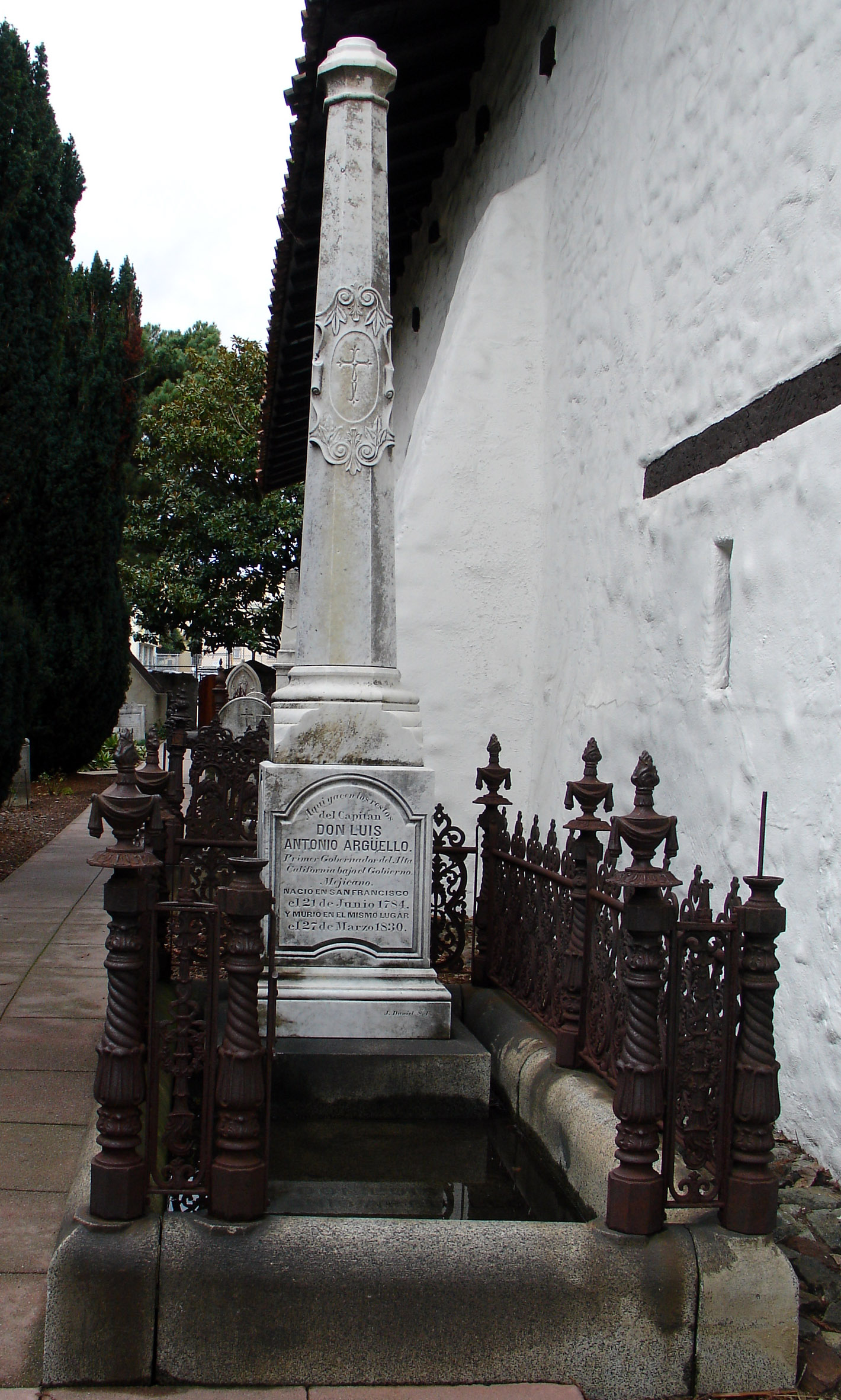
Mausoleo de Luis Antonio Argüello en la Misión San Francisco de Asís, San Francisco.

En agosto de 1806, sucedió a su padre como comandante de California con el rango de teniente. En 1821, emprendió la exploración del norte de California después de enterarse de la posible instalación de asentamientos comerciales extranjeros. La expedición fue conocida como La última expedición española en California. Sobre ella, Argüello publicó un diario que tituló El Diario del Capitán Arguello: La última expedición española en California, 17 de octubre - 17 de noviembre de 1821. En esa zona operaba una compañía ruso-americana dedicada a la caza de nutrias, muy abundantes al norte de la bahía de San Francisco. Pero resultaba muy complicada la vigilancia de la caza y del comercio con las misiones españolas en esa costa por la falta de guarniciones españolas. 
Argüello y su segunda esposa, Maria Soledad Ortega de Argüello, recibieron de sus padres el gran Rancho de las Pulgas, que abarcaba parte de los actuales condados de San Mateo, Belmont, San Carlos, Redwood City, Atherton y Menlo Park. Argüello no llegó a ocuparlo pero sí su viuda e hijos.
Luis Antonio Argüello falleció en Yerba Buena (San Francisco) en 1830 y está enterrado en el cementerio de la Misión San Francisco de Asís (también conocida como Misión Dolores).

## Gobernador

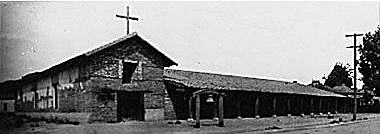
La Misión San Francisco Solano, reconstruida hacia 1910, la última de las 21 misiones.

En 1822 William Edward Petty Hartnell consiguió que Argüello le garantizara el derecho a comerciar con cualquier puerto de la Alta California, cuando otros sufrían restricciones desde Monterrey a San Diego.
Mariano Guadalupe Vallejo servía como secretario personal del nuevo Gobernador Luis Argüello, cuando la noticia de la independencia de México llegó a Monterrey.
Concedió las tierras de los siguientes ranchos: en 1823, Rancho Los Corralitos a José Amesti; Rancho Llano de Buena Vista, en el valle de Salinas a José Mariano Estrada, teniente de artillería mexicano y cuñado de Argüello; Rancho San Pablo en el condado de Contra Costa para Francisco María Castro (1775-1831), antiguo militar destinado en el presidio de San Francisco que llegó a ser alcalde de San José; Rancho Las Ciénagas, hoy parte del condado de Los Ángeles, para |Francisco Ávila. En 1824, Rancho Bolsa de San Cayetano, en el Condado de Monterey y de casi 36 km², concedido a Ygnacio Ferrer Vallejo, heredado después por su hijo, José de Jesús Vallejo, con la venia del gobernador José Figueroa, en 1834; Rancho Moro Cojo, actualmente parte del Rancho Bolsa Nueva y Moro Cojo en el Condado de Monterrey, concedido en 1825;  Antonio Maria Osio, casado con Dolores Argüello, hermana de Luis Antonio Argüello, se instaló en Monterrey, en 1838, y recibió la isla de los Ángeles, a condición de reservar parte de ella para un fuerte. Sin embargo, Osio nunca llegó a residir en la isla.
Argüello tuvo que hacer frente a la revuelta Chumash de 1824. Recibió refuerzos y la orden de terminar con la rebelión, incluso por la fuerza.

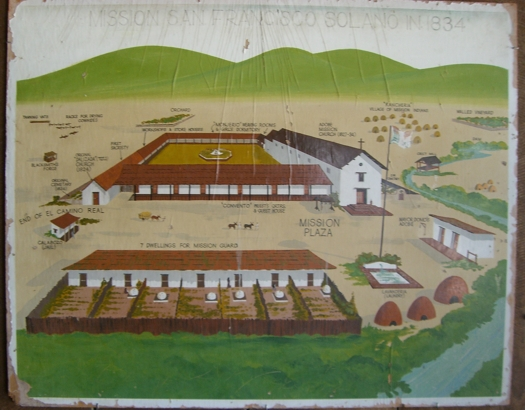
Panorama estilizado de la original Misión de San Francisco Solano

También se relacionó con el español Francisco de Paula Marín, importante personaje en las islas Hawái de comienzos del siglo XIX que alcanzó el puesto de consejero del rey hawaiano Kamehameha I y que, entre otras actividades, se dedicó a la importación de productos agrarios californianos. Marín se carteó con Luis Antonio Argüello con idea de emigrar a la Alta California, pero desistió cuando entendió que no serían bien recibidas sus varias esposas.
Durante el mandato de Argüello solo se fundó la Misión San Francisco Solano, el 4 de julio de 1823, por el Padre Jose Altimira, que fue la única creada tras la independencia de México y la más seteptrional. Con esta misión los Argüello buscaban una mayor presencia mexicana al norte de la bahía de San Francisco para controlar a los rusos que se habían establecido en el fuerte Ross, costa del Pacífico. El Acta de Secularización, de 1833, clausuró las 21 misiones californianas. El general Mariano Guadalupe Vallejo cerró la misión en 1834-1835 que terminó arruinada y desapareciendo aunque, todavía en 1840, quedaba en su lugar una pequeña capilla en la localidad de Vallejo.

## Legado
La Armada de los EE. UU. bautizó con su nombre, SS Luis Argüello (1942-1960), a uno de los barcos de guerra que participó en la Segunda Guerra Mundial.